# Landesvertretung des Saarlandes (Bonn)

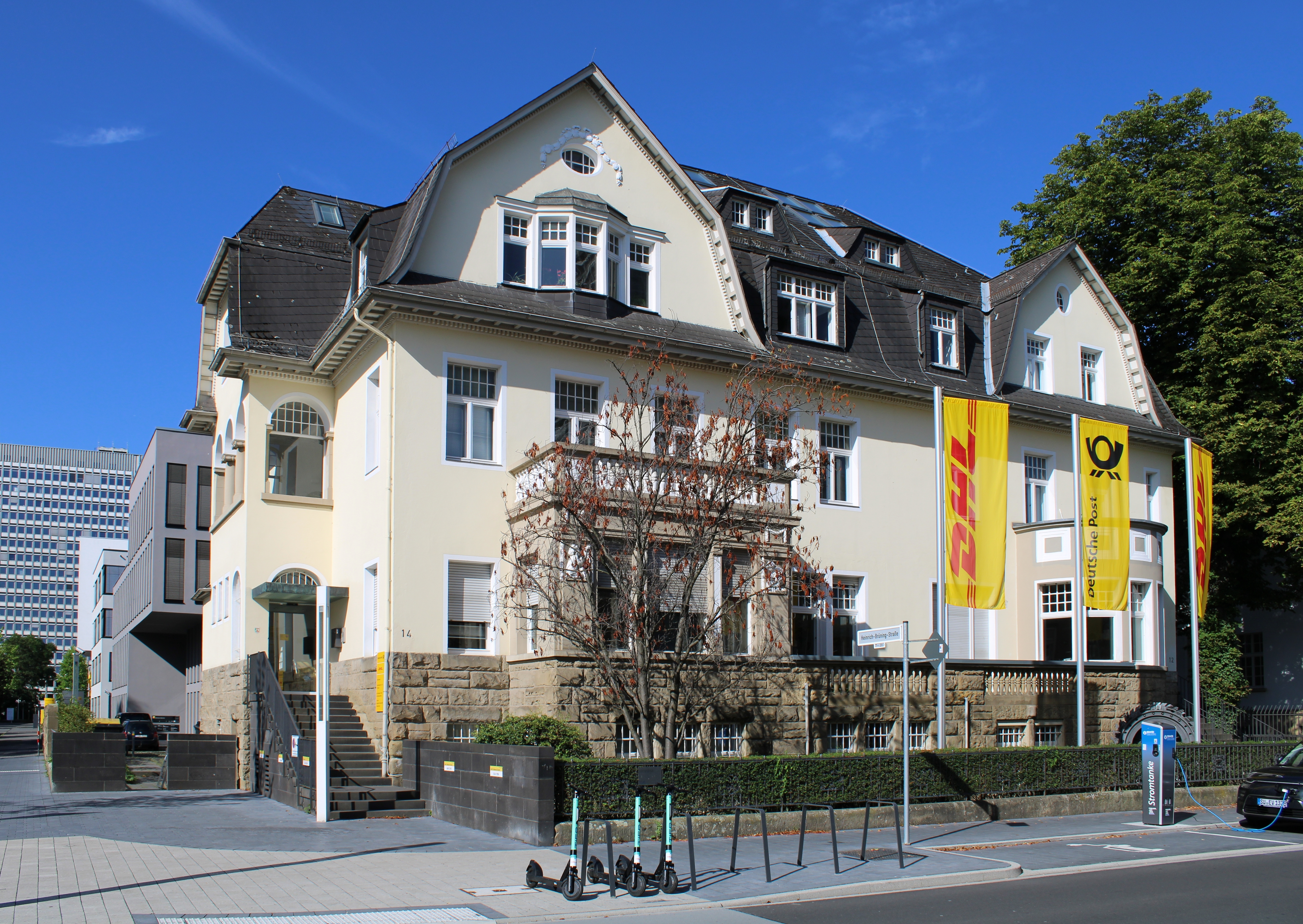
Ehemaliges Gebäude der Landesvertretung des Saarlandes (2019)

Die Vertretung des Saarlandes beim Bund hatte von 1969 bis 1999 ihren Sitz im Bonner Parlaments- und Regierungsviertel. Das Gebäude, eine 1909/10 errichtete Doppelvilla, liegt im Ortsteil Gronau an der Kurt-Schumacher-Straße (Hausnummern 12/14) Ecke Heinrich-Brüning-Straße im Zentrum des Bundesviertels gegenüber dem Schürmann-Bau. Es steht als Baudenkmal unter Denkmalschutz.

## Geschichte

### Doppelvilla Rolffs/Banze

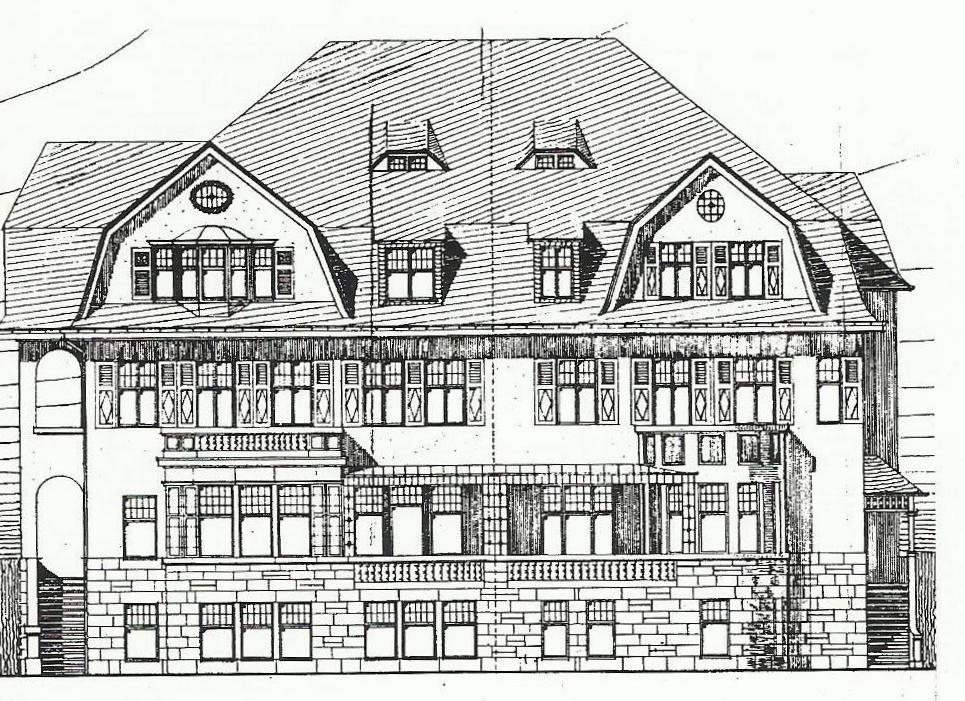
Aufriss des ausgeführten Entwurfs, Rheinfront (1910)

Die Doppelvilla entstand zwischen Spätsommer 1909 und Herbst 1910 nach einem Entwurf des Bonner Architekten und Regierungsbaumeisters Julius Rolffs, als dessen drittes Projekt in direkter Rheinlage der damaligen „Villenkolonie Gronau“ am südlichen Bonner Stadtrand. Bauherr für die nördliche Halbvilla Drachenfelsstraße Nr. 8 war der Dampfschreinereibesitzer Adolf Banze, Bauherr für die südliche Drachenfelsstraße Nr. 9 zunächst der Kettwiger Kommerzienrath Scheidt. Der Bau breiter Terrassen sowie hoher erkerartiger Vorbauten erforderte Ausnahmegenehmigungen. Die Einfriedung der Doppelvilla wurde 1911 fertiggestellt. Julius Rolffs entschied sich während der Bauzeit, die nördliche Halbvilla selbst als Büro zu nutzen. 1932 wurde ihr zweites Obergeschoss zu einer Eigentumswohnung umgebaut.
Nach der Arbeitsaufnahme des Parlamentarischen Rates in Bonn im September 1948 kamen in der Villa auf einer Nutzfläche von 371 m² in 18 Räumen die Teile des Sekretariats des Rates unter, deren Anwesenheit im Gebäude der Pädagogischen Akademie nicht erforderlich war. Nachdem Bonn 1949 Regierungssitz der Bundesrepublik Deutschland wurde, befand sich das Anwesen inmitten des neuen Parlaments- und Regierungsviertels. 1950 wählte das Königreich Norwegen es als Sitz seiner ersten diplomatischen Vertretung in der Bundesrepublik Deutschland aus. Sie war an diesem Standort bis 1964 beheimatet und zog anschließend nach Bad Godesberg um (→ Liste der diplomatischen Vertretungen in Bonn).

### Landesvertretung des Saarlandes
1968 hatte das Saarland eine Haushälfte der Villa erworben, um dort seine bisher in Ippendorf (Ippendorfer Allee 14b) ansässige Landesvertretung einzurichten. Den notwendigen Umbau leitete das Staatliche Hochbauamt in Saarbrücken. Das äußere Erscheinungsbild wurde dabei bis auf eine modernisierte Freitreppe bewahrt. 1969 zog die Landesvertretung des Saarlandes ein, 1972 kaufte es die angrenzende Halbvilla dazu. Unter dem Ministerpräsidenten Oskar Lafontaine (1985–1998) wurde in der Landesvertretung ein Spitzenkoch angestellt, was im Saarland öffentlich auf Kritik stieß. Nach der Bundestagswahl 1998 fand in der saarländischen Landesvertretung am 1. Oktober 1998 ein erstes Sondierungsgespräch zwischen SPD und Bündnis 90/Die Grünen über die Regierungsbildung statt.
Im Zuge der Verlegung des Parlaments- und Regierungssitzes zog die saarländische Landesvertretung mit zuletzt 26 Mitarbeitern 1999 nach Berlin um. Bereits bis Anfang 2000 konnte die Immobilie an den Bonner Unternehmer Marc Asbeck verkauft werden, der sie für etwa eine (Stand: 2001) bzw. drei Millionen (Stand: 2003) Euro sanieren ließ. Neue Nutzer wurden Asbecks Unternehmen Asbeck Armoring und die von seinem Bruder Frank Asbeck geleitete Solarworld AG mit ihrer 50 Mitarbeiter (Stand: 2002) umfassenden Zentrale, die Ende 2008/Anfang 2009 innerhalb Bonns in das ehemalige Wasserwerk Plittersdorf umsiedelte. Seit einem 2009 abgeschlossenen Umbau beherbergt die Doppelvilla unter dem Namen „Parc Offices III“ (Projekttitel des Eigentümers) bzw. „Haus Amazonas“ Büros der Deutschen Post AG.
Vor dem Gebäude steht eine im März 1982 als Geschenk der Saarbergwerke AG an die Landesvertretung aufgestellte Schrämwalze, die auf die Bedeutung des Bergbaus für das Saarland hinweisen soll.

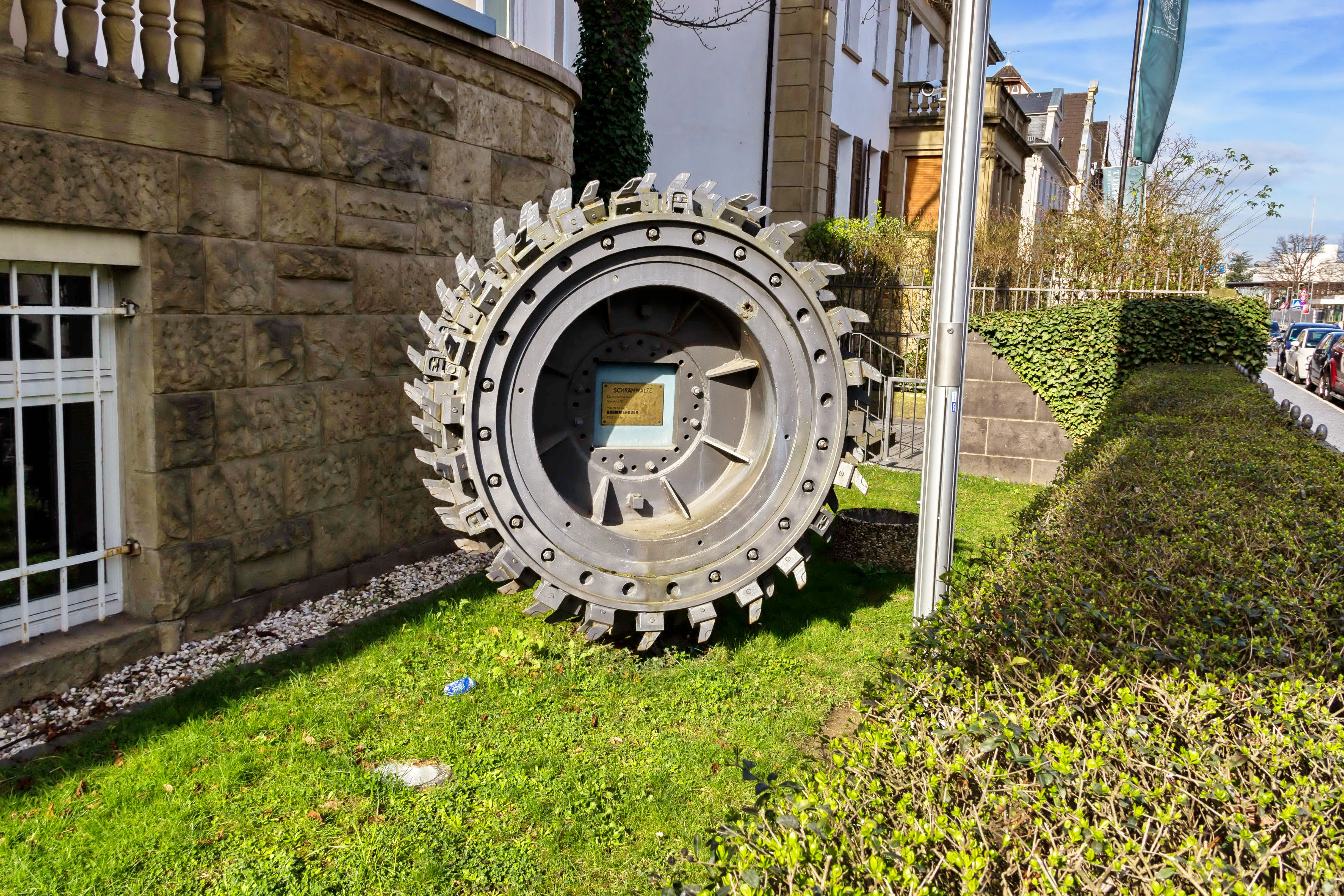
Schrämwalze

## Architektur

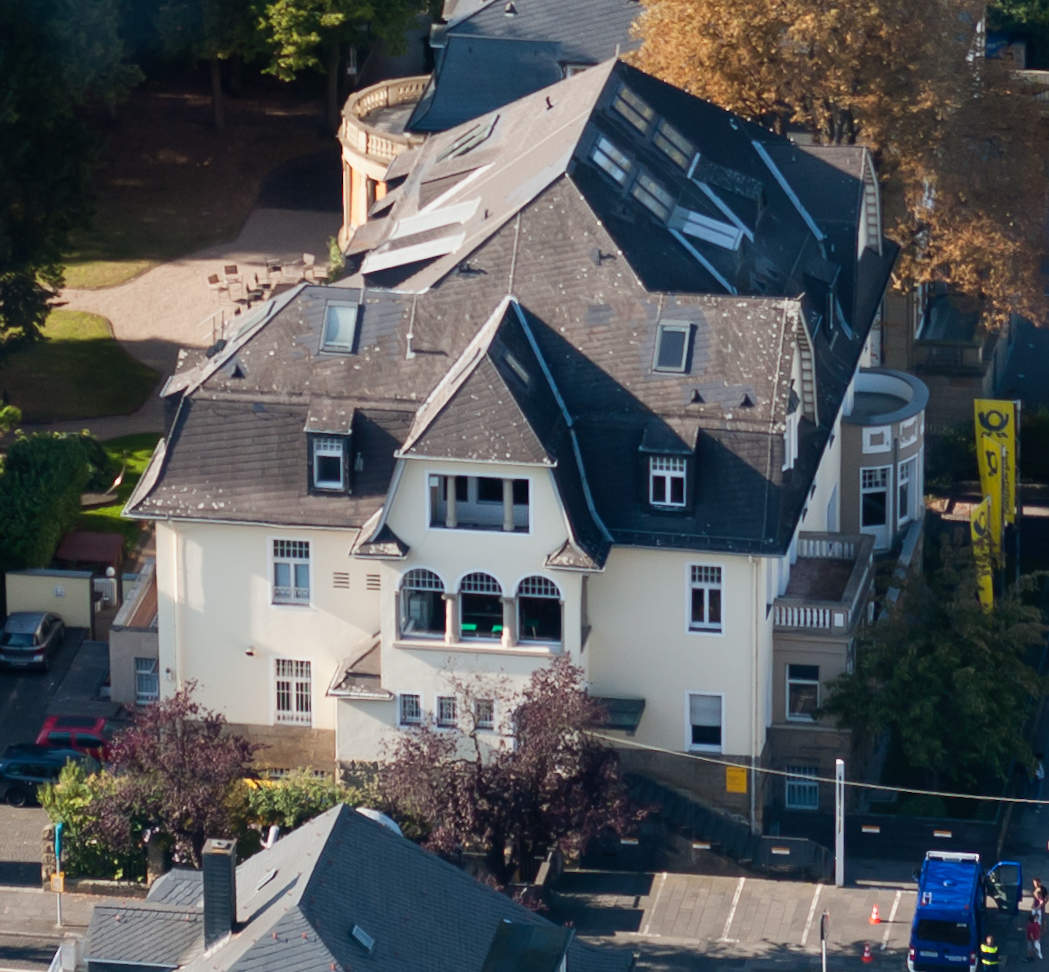
Ansicht vom Post Tower (2011)

Die Villa ist zweigeschossig über einem zwei Meter hohen, leicht abgeböschten Sockelgeschoss (Souterrain) errichtet. An der Straßenfront (Kurt-Schumacher-Straße) bestehen zwei eingeschossige erkerartige Vorbauten, ein halbrunder und ein rechteckiger. Oculi, darunter ein stuckumrandeter, schmücken hier die beiden Giebelflächen. Ober- und Dachgeschoss der südlichen Seitenfront sind in der Breite eines Giebelrisalits mit Loggien ausgestattet. Die Fundamente des Gebäudes sind in Beton gestampft, als Baumaterial dienten für das Mauerwerk harte Ringofensteine und für die Deckenkonstruktion Stahlbeton.